# Lobio
Lobio (gruz. ლობიო) – tradycyjne danie z fasoli, którego receptura różni się w każdej gruzińskiej rodzinie. Słowo lobio oznacza dosłownie fasolę, a to danie może mieć formę zupy z czerwonej fasoli i soku z granatów, czasem pasty do chleba lub treściwego gulaszu. Potrawa jest oryginalnie wegańska, czyli nie zawiera składników pochodzenia zwierzęcego. Zwyczajowo stosowanymi dodatkami są: kolendra, orzechy włoskie, czosnek, cebula. Lobio może być podawane zarówno na ciepło, jak i na zimno.

## Inne rodzaje lobio
Lobio może być również przygotowane w formie pasty, podawanej na zimno przystawki. Gotowaną fasolę mieli się na drobno, miesza z przyprawami, orzechami włoskimi i czosnkiem. Następnie kształtuje się z niej kulki, które następnie posypuje się owocem granatu i liśćmi świeżej kolendry. Charakterystyczny smak potrawie zapewnia dodatek ostrej adżiki – czyli pasty z czerwonej papryki z dodatkiem soli, czosnku, ziół (w tym chmeli-suneli) i orzechów włoskich – oraz wytrawnego sosu, przygotowywanego z duszonych śliwek tkemali. Takiej fasolowej pasty można użyć również do smarowania pieczywa lub nadziewania pierogów.

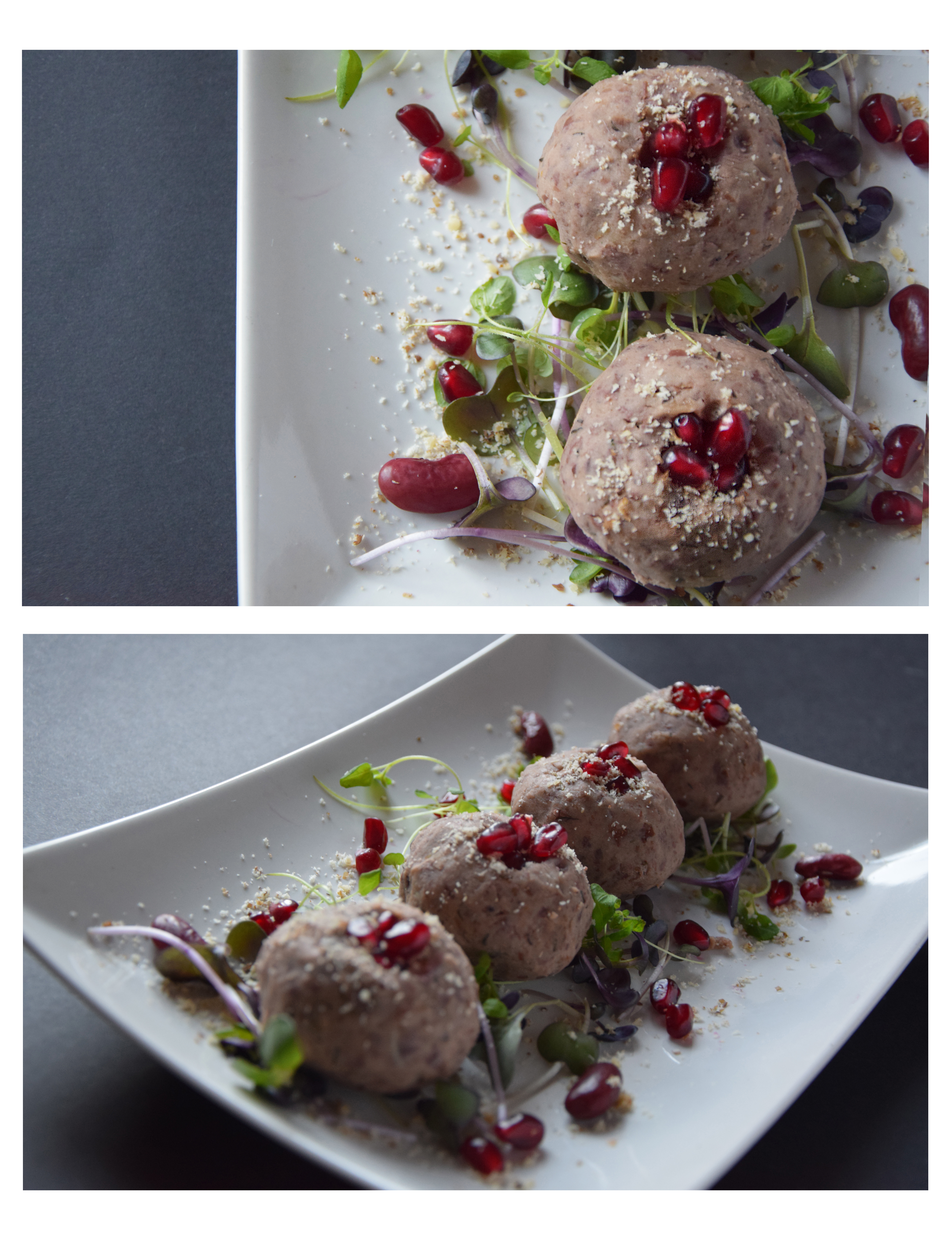
pasta lobio

Inną formą przygotowania czerwonej fasoli jest lobiani. Jest to rodzaj chaczapuri, czyli drożdżowego placka, w tym przypadku wypełnionego pastą lobio (z fasoli).